# (323) Brucia
(323) Brucia ist ein Asteroid des inneren Hauptgürtels, der am 22. Dezember 1891 vom deutschen Astronomen Max Wolf mit einem Astrografen an seiner Privatsternwarte in Heidelberg entdeckt wurde. Es war der erste von insgesamt 248 durch ihn entdeckte Asteroiden. Nachdem sie zuvor durch visuelle Beobachtung gefunden wurden, war (323) Brucia damit der erste nummerierte Asteroid, der durch die Anwendung astrofotografischer Techniken entdeckt wurde, die sich danach auch bei traditionellen Beobachtern rasch durchsetzten.
Der Asteroid ist benannt zu Ehren von Catherine Wolfe Bruce (1816–1900), einer bekannten US-amerikanischen Förderin der Astronomie, „die Dr. Wolf die Möglichkeit gab, das größte und beste fotografische Teleskop zu erwerben, das für seine spezielle Forschung auf dem Gebiet der Planeten- und Nebelfotografie gebaut werden konnte.“ (J. A. Brashear in: Popular Astronomy. Bd. 11, 1903, S. 548). Mit dem Bruce-Teleskop der Großherzoglichen Bergsternwarte in Heidelberg wurden nach deren Eröffnung 1898 mehr nummerierte Kleinplaneten entdeckt als mit jedem anderen Teleskop der Welt. Catherine Wolfe Bruce hatte bereits den Namensvorschlag für (313) Chaldaea gemacht und zu ihren Ehren wurde außerdem ein Mondkrater benannt.
Aufgrund ihrer Bahneigenschaften wird (323) Brucia zur Phocaea-Familie gezählt.

## Wissenschaftliche Auswertung
Aus Ergebnissen der IRAS Minor Planet Survey (IMPS) wurden 1992 Angaben zu Durchmesser und Albedo für zahlreiche Asteroiden abgeleitet, darunter auch (323) Brucia, für die damals Werte von 35,8 km bzw. 0,18 erhalten wurden. Eine Auswertung von Beobachtungen durch das Projekt NEOWISE im nahen Infrarot führte 2011 zu vorläufigen Werten für den Durchmesser und die Albedo im sichtbaren Bereich von 32,4 km bzw. 0,22. Nach neuen Messungen mit NEOWISE wurden die Werte 2014 auf 27,7 km bzw. 0,29 korrigiert.
Eine spektroskopische Untersuchung von 820 Asteroiden zwischen November 1996 und September 2001 am La-Silla-Observatorium in Chile ergab für (323) Brucia eine taxonomische Klassifizierung als S-Typ.
Die Ergebnisse photometrischer Messungen des Asteroiden am La-Silla-Observatorium in Chile wurden erstmals im Jahr 1993 veröffentlicht. Aus der aufgezeichneten Lichtkurve wurde eine Rotationsperiode von 9,46 h abgeleitet. Auch neue Beobachtungen vom 15. bis 17. Mai 1993 am gleichen Ort passten zu dieser Periode. Messungen vom 27. Dezember 1994 bis 5. Februar 1995 mit der Automated Telescope Facility der University of Iowa konnten nicht zu einer Rotationsperiode ausgewertet werden.
Weitere Beobachtungen, die das frühere Ergebnis bestätigten, erfolgten während drei Kampagnen an der Palmer Divide Station des Center for Solar System Studies (CS3-PDS) in Colorado: Vom 19. bis 23. Januar 2014 (abgeleitete Rotationsperiode 9,463 h), vom 18. bis 31. Mai 2018 (abgeleitete Periode 9,458 h) und vom 27. bis 30. April 2021 (abgeleitete Periode 9,457 h). Zusammen mit den archivierten Daten der früheren Beobachtungen konnte damit auch erstmals ein dreidimensionales Gestaltmodell des Asteroiden für zwei alternative Rotationsachsen errechnet werden. Die präferierte Achse besitzt nur eine geringe Neigung zur Ebene der Ekliptik mit einer prograden Rotation und einer Periode von 9,4595 h.
Vom 28. April bis 11. Juni 2022 erfolgte durch eine Zusammenarbeit innerhalb der Italian Amateur Astronomers Union (UAI) an sechs Observatorien in Italien eine erneute Beobachtung, bei der eine Rotationsperiode von 9,459 h bestimmt wurde. Im gleichen Zeitraum gab es auch noch eine Messung vom 20. bis 22. Mai 2022 am Command Module Observatory in Arizona, hier wurde eine Periode von 9,530 h abgeleitet.
Aus archivierten Daten des Asteroid Terrestrial-impact Last Alert System (ATLAS) aus dem Zeitraum 2015 bis 2018 konnte in einer Untersuchung von 2022 mit der Methode der konvexen Inversion eine Rotationsperiode von 9,4594 h bestimmt werden. Im Jahr 2023 wurde aus photometrischen Messungen von Gaia DR3 erneut ein dreidimensionales Gestaltmodell des Asteroiden für eine Rotationsachse mit retrograder Rotation und einer Periode von 9,4596 h berechnet.

## Temporärer Marsbahngrazer
(323) Brucia bewegt sich derzeit (Stand: 1. Juli 2025) auf einer Umlaufbahn, deren sonnennächster Punkt (Perihel) mit 1,668 AE etwa 290.000 km weiter von der Sonne entfernt liegt als der sonnenfernste Punkt (Aphel) der Umlaufbahn des Mars mit 1,666 AE, sie zählt damit nicht zu den Marsbahngrazern. Durch die starke Bahnneigung der Umlaufbahn von (323) Brucia gegen die Ekliptik besteht keine Gelegenheit, dass sich die beiden Himmelskörper selbst derzeit näher als 51,7 Mio. km (0,35 AE) kommen können, was etwa alle 81,5 Jahre stattfindet.

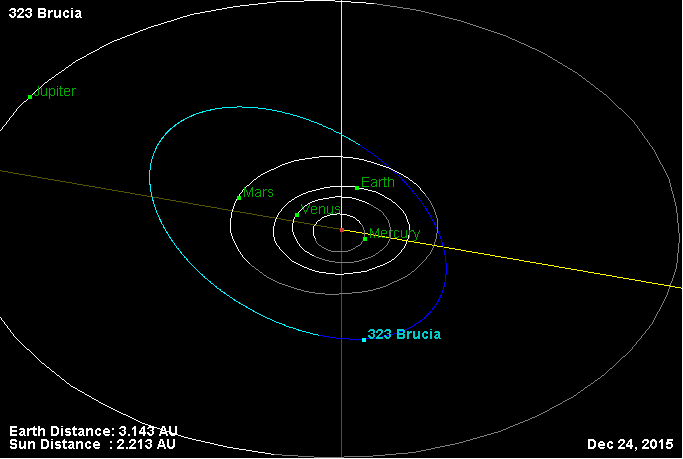
Stark gegen die Ekliptik geneigte Umlaufbahn von (323) Brucia und Bahnen der benachbarten Planeten

Vor nicht allzu langer Zeit war (323) Brucia allerdings noch ein Marsbahngrazer, denn durch die gravitativen Störungen der Planeten verändern sich (oskulieren) die Bahnelemente ihrer Umlaufbahn periodisch. Die Periheldistanz verändert sich dabei (mit überlagerten kurzfristigen geringen Schwankungen) langfristig mit einer Periode von etwa 11.800 Jahren zwischen einem Minimalwert, der deutlich kleiner als die Apheldistanz des Mars ist, und einem Maximalwert, der deutlich größer als jene ist.
Dadurch war (323) Brucia etwa seit dem Jahr −1150 ein Marsbahngrazer gewesen, ihre Periheldistanz erreichte um 380 ein Minimum von 1,626 AE, während die Apheldistanz des Mars zu diesem Zeitpunkt bei 1,664 AE lag. Anschließend vergrößerte sich (323) Brucias Periheldistanz wieder.
Ab dem Jahr 1922 begann (durch die überlagerten kurzfristigen geringen Schwankungen) ein Wechselspiel, bei dem (323) Brucia immer wieder für einige Jahre kein Marsbahngrazer war, um danach für einige Jahre wieder zu einem solchen zu werden. Nachdem sie etwa seit August 2017 kein Marsbahngrazer mehr ist, wird sie von Juni 2041 bis Juni 2045, von Dezember 2050 bis November 2055 und von September 2061 bis November 2063 noch einmal zu einem solchen werden. Danach wird die Periheldistanz des Asteroiden aber für viele Jahrtausende nicht mehr innerhalb der Apheldistanz des Mars liegen.
Um 6420 wird die Periheldistanz von (323) Brucia ein Maximum von 1,863 AE erreichen, um dann wieder abzunehmen. Etwa um das Jahr 10.900 wird der Asteroid dann bei einer Periheldistanz von 1,677 AE wieder zum Marsbahngrazer werden und um 12.200 erneut ein Minimum seiner Periheldistanz bei 1,648 AE durchlaufen, während die Apheldistanz des Mars zu diesem Zeitpunkt bei 1,678 AE liegen wird.